# University of Houston
University of Houston (U of H) er et amerikansk offentligt universitet i Houston i Texas. U of H blev grundlagt i 1927 og er hovedinstitutionen i University of Houston System og det tredjestørste universitet i Texas med over 46.000 studerende. Dets campus spænder over 2,7 km2 i det sydøstlige Houston og var kendt som University of Houston–University Park fra 1983 til 1991. Universitetet er klassificeret af Carnegie Classification i gruppen "R1: Doctoral Universities-Very high research activity".
Universitetet tilbyder mere end 282 uddannelser gennem sine 14 akademiske colleges på campus, heriblandt programmer inden for arkitektur, jura, optometri og farmakologi. Universitetet bruger årligt 150 millioner dollars på forskning og driver mere end 40 forskningscentre og institutter på campus. Tværfaglig forskning omfatter superledning, rumkommercialisering og -udforskning, biomedicin og -teknik, energi og naturresurser og kunstig intelligens. Der færdiguddannes over 9.000 studnter årligt og U of H har over 260.000 alumner. Universitetets bidrager årligt med over 3 milliarder dollars og omkring 24.000 job til Texas' økonomi.
University of Houston er vært for en række forskellige teaterforestillinger, koncerter, foredrag og arrangementer. Det har mere end 400 studenterorganisationer og 17 sportshold som konkurerer med andre universiteter. Årlige U of H-begivenheder og -traditioner omfatter The Cat's Back, Homecoming og Frontier Fiesta. Universitetets sportshold, kendt som Houston Cougars, er medlemmer af American Athletic Conference og konkurrerer i NCAA Division I i alle sportsgrene.